# Wina urugwajskie

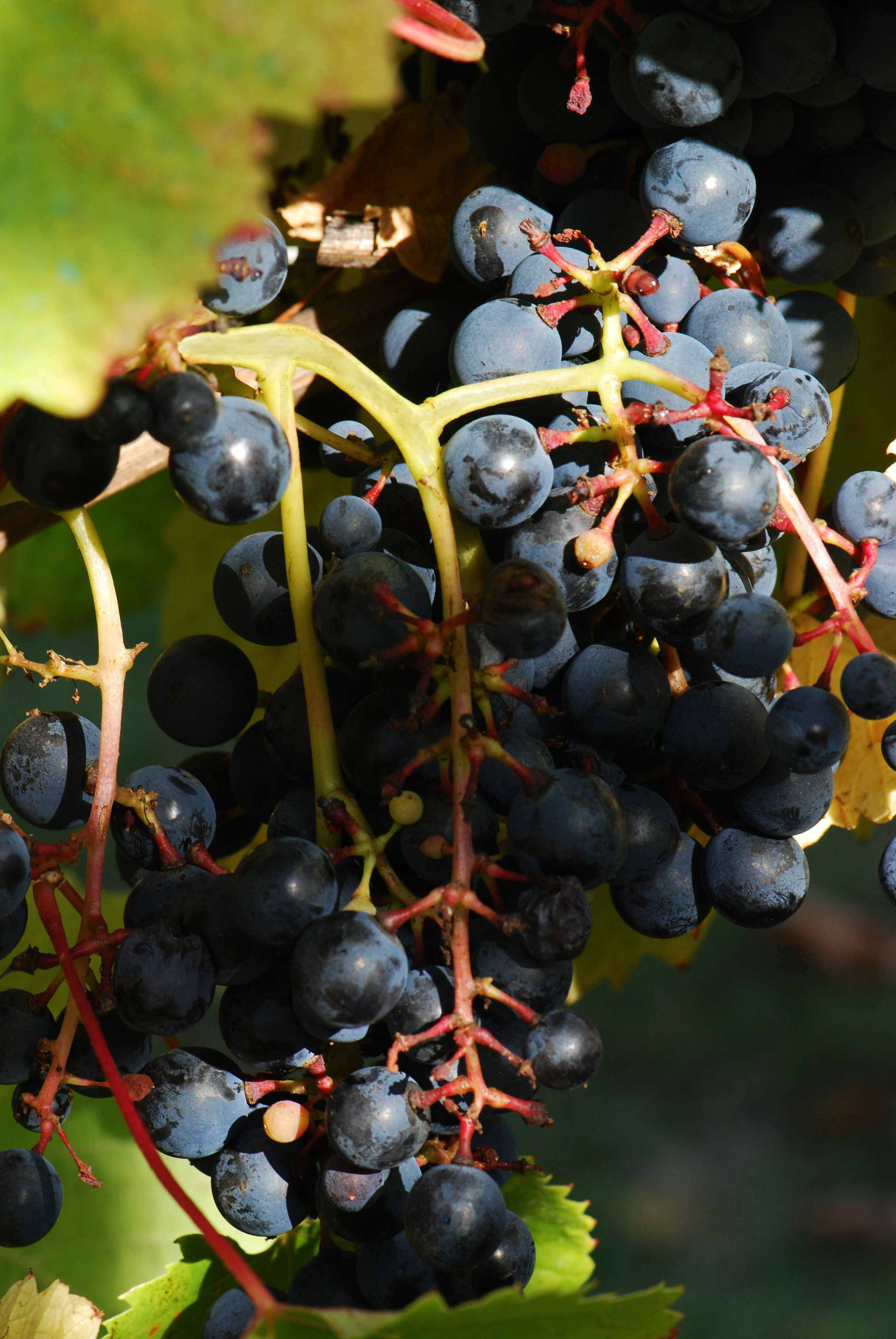
Winogrono szczepu tannat

Urugwaj – czwarty co do wielkości producent wina w Ameryce Południowej. Winnice w rękach 270 właścicieli zajmują obszar około 10 000 ha i dają surowiec do produkcji ok. 0,9–1,0 mln hl wina rocznie. Za narodowy szczep Urugwaju uchodzi czerwony tannat.

## Historia
Pojedyncze winnice założyli hiszpańscy kolonizatorzy w 1650 roku, w których uprawiano winorośl odmiany moscatel. Przełomowym dla produkcji wina okazał się napływ europejskich imigrantów w XIX wieku. Bask Pascal Harriague sprowadził około roku 1870 z regionu Madiran w południowej Francji sadzonki czerwonego szczepu tannat i obsadził nimi 200 hektarów. W jego ślad poszli także m.in. Katalończyk Francisco Vidiella, który zajął się także handlem winem oraz Pablo Varzi, pochodzący z Włoch, który rozpoczął uprawę innych odmian europejskich, w tym cabernet sauvignon, merlot i malbec. Pierwsze święto winobrania odbyło się z inicjatywy Vidielli w Colón (obecnie dzielnica Montevideo) 25 lutego 1883.
Powierzchnia upraw i liczba producentów ustawicznie rosła, w dużej mierze wskutek imigracji. Liczne powstałe wtedy wytwórnie istnieją nadal. Istotną dla sukcesu przemysłu winiarskiego okazała się popularyzacja śródziemnomorskiej kultury picia wina wśród Urugwajczyków. W odpowiedzi na zapotrzebowanie powstały placówki naukowo-edukacyjne kształcące winogrodników i winiarzy (Wydział Rolnictwa Uniwersytetu Republiki w 1906, Escuela Industrial de Enología w 1940 roku). Stopniowa poprawa jakości wina od lat 70. XX wieku pozwoliła na rozwinięcie eksportu, a w roku 1987 utworzono Narodowy Instytut Wina INAVI, odpowiedzialny m.in. za regulacje wytwórcze i kontrolę jakości.

## Warunki naturalne

### Klimat
Urugwaj leży w strefie klimatu morskiego pod wpływem Oceanu Atlantyckiego, w szczególności prądu Malvinas z Antarktydy, który zapewnia dopływ chłodnego i wilgotnego powietrza. Warunki klimatyczne tej części przyrównywane są do pogody w Bordeaux, a ograniczającą amplitudy temperatur rolę Żyrondy odgrywa Rio de la Plata.
Wnętrze kraju znajduje się w strefie podzwrotnikowej.

### Gleby
Większość winnic znajduje się na bogatych w wapień, piaszczystych i gliniastych glebach południa kraju. W centrum podłoże jest piaszczyste, a na północnym zachodzie – gliniaste.

## Wina

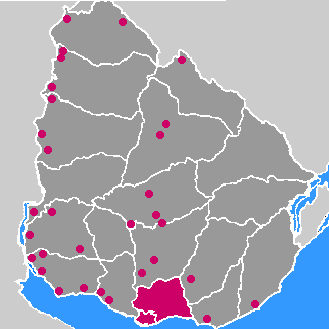
Położenie regionów winiarskich Urugwaju

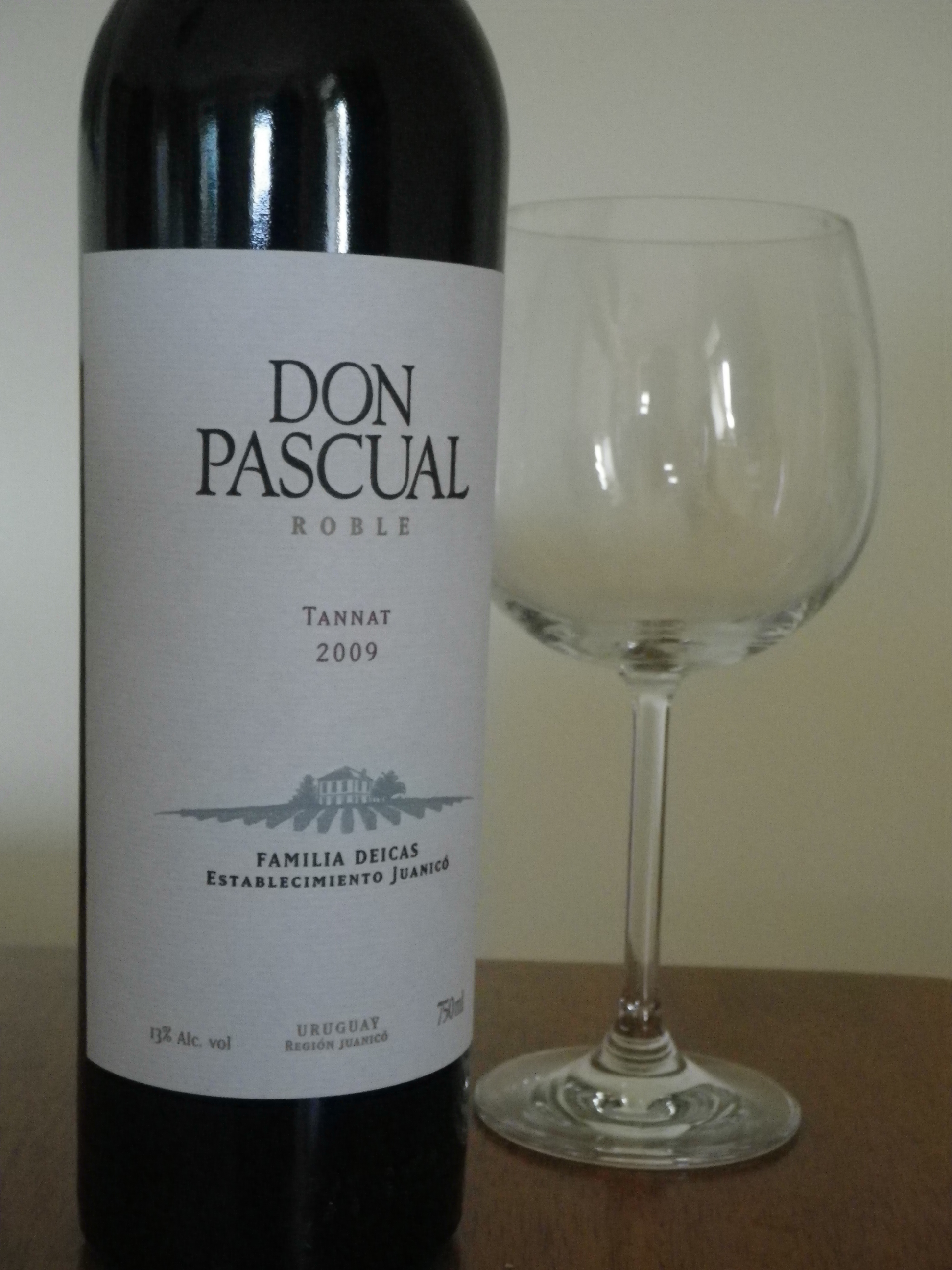
Butelka urugwajskiego wina Don Pascual z winogron tannat

### Regiony winiarskie
W okolicach stolicy, Montevideo i otaczających ją departamentach Canelones, San José i Florida wytwarza się aż 88% urugwajskiego wina. Nadbrzeżna część departamentu Colonia odpowiada za 6,5% produkcji. Winnice spotyka się także w departamentach Paysandú, Salto, Artigas na północnym zachodzie, na północny wschód od miasta Durazno (tzw. Centrum), w regionie Rivera-Tacuarembó (departament), a także w pobliżu końcowych odcinków rzek Río Negro i Urugwaj.

### Szczepy winogron
Dominującym i emblematycznym dla Urugwaju szczepem winorośli (25% powierzchni upraw) jest czerwony tannat, znany także pod nazwą harriague od nazwiska jego popularyzatora. Duża zawartość garbników zapewnia długowieczność, ale jednocześnie wymaga kilkuletniego starzenia dla złagodzenia smaku. Czasami winiarze wykorzystują proces mikroutleniania, by obniżyć cierpkość garbników w winie albo też łączą tannat z innymi szczepami.
Popularnymi odmianami winorośli są klasyczne bordoskie szczepy cabernet sauvignon i merlot, czerwone syrah, sangiovese i pinot noir oraz białe viognier, sauvignon blanc, chardonnay i sémillon.

### Wina
Skład odmianowy i charakter win jest porównywany do win europejskich, szczególnie bordoskich, o stosunkowo niewysokiej zawartości alkoholu. Urugwaj to kraj kojarzony z winami czerwonymi. Tannat dominuje w produkcji, ale jest chętnie mieszany z łagodniejszymi w smaku szczepami. W sprzedaży są nawet jakościowe wina złożone z pięciu odmian winogron. Jancis Robinson proponuje wina tannat jako świetny dodatek do czekolady.

### Klasyfikacja win
W Urugwaju istnieją dwa stopnie klasyfikacji win:
- Vino de calidad preferente (VCP), które obligatoryjnie muszą spełniać kryteria określone przepisami i być sprzedawane w butelkach do 750 ml
- Vino común (VC), proste wina sprzedawane w dużych pojemnikach, często winifikowane jako wino różowe

### Struktura produkcji
Winnice kraju należą do 270 właścicieli. Eksportem wina zajmuje się ponad 20 przedsiębiorstw. Większość wyprodukowanego wina zaspokaja popyt wewnętrzny (przeciętny Urugwajczyk pije aż 33 litry wina rocznie), na eksport trafia 3% produkcji, wyłącznie z predykatem V.C.P..